# Patrice Zéré
Patrice Zéré (ur. 20 grudnia 1970 w Issii) – iworyjski piłkarz grający na pozycji obrońcy. W swojej karierze rozegrał 17 meczów w reprezentacji Wybrzeża Kości Słoniowej i strzelił w niej 1 gola.

## Kariera klubowa
Karierę piłkarską Zéré rozpoczął we Francji, w klubie RC Lens. W 1988 roku awansował do kadry pierwszej drużyny i w sezonie 1988/1989 zadebiutował w jej barwach w pierwszej lidze francuskiej. Na sezon 1989/1990 został wypożyczony do drugoligowego SC Abbeville. W 1990 roku wrócił do Lens, które międzyczasie spadło z pierwszej ligi. W 1991 roku wrócił z Lens do Ligue 1, a w 1992 roku odszedł do drugoligowego US Créteil-Lusitanos, w którym spędził sezon.
W 1993 roku Zéré wyjechał do Belgii i przez sezon grał w drugoligowym RAEC Mons. W 1994 roku odszedł do innego klubu z drugiej ligi, KRC Harelbeke, z którym w 1995 roku awansował do pierwszej ligi. W Harelbeke występował do końca sezonu 1997/1998. Latem 1998 przeszedł do KSC Lokeren. Grał w nim do 2004 roku i wtedy też zakończył swoją karierę.
| Sezon   | Klub                 | Kraj    | Rozgrywki     | Mecze | Bramki |
| ------- | -------------------- | ------- | ------------- | ----- | ------ |
| 1988/89 | RC Lens              | Francja | Ligue 1       | 6     | 0      |
| 1989/90 | SC Abbeville         | Francja | Ligue 2       | 27    | 5      |
| 1990/91 | RC Lens              | Francja | Ligue 2       | 15    | 1      |
| 1991/92 | RC Lens              | Francja | Ligue 1       | 6     | 0      |
| 1992/93 | US Créteil-Lusitanos | Francja | Ligue 2       | 3     | 0      |
| 1993/94 | RAEC Mons            | Belgia  | Tweede klasse | ?     | ?      |
| 1994/95 | KRC Harelbeke        | Belgia  | Tweede klasse | 22    | 2      |
| 1995/96 | KRC Harelbeke        | Belgia  | Eerste klasse | 25    | 0      |
| 1996/97 | KRC Harelbeke        | Belgia  | Eerste klasse | 25    | 3      |
| 1997/98 | KRC Harelbeke        | Belgia  | Eerste klasse | 24    | 1      |
| 1998/99 | KSC Lokeren          | Belgia  | Eerste klasse | 30    | 2      |
| 1999/00 | KSC Lokeren          | Belgia  | Eerste klasse | 27    | 0      |
| 2000/01 | KSC Lokeren          | Belgia  | Eerste klasse | 29    | 0      |
| 2001/02 | KSC Lokeren          | Belgia  | Eerste klasse | 33    | 0      |
| 2002/03 | KSC Lokeren          | Belgia  | Eerste klasse | 26    | 0      |
| 2003/04 | KSC Lokeren          | Belgia  | Eerste klasse | 5     | 0      |

## Kariera reprezentacyjna
W reprezentacji Wybrzeża Kości Słoniowej Zéré zadebiutował w 1996 roku. W 1998 roku został powołany do kadry na Puchar Narodów Afryki 1998, na którym wystąpił 3 razy: z Namibią (4:3), z Republiką Południowej Afryki (1:1) i ćwierćfinale z Egiptem (0:0, k. 4:5).
W 2000 roku Zéré zagrał w jednym meczu Pucharu Narodów Afryki 2000, z Togo (1:1). Od 1996 do 2000 roku rozegrał w kadrze narodowej 17 meczów, w których strzelił 1 gola.